# Karlskrone (Bier)

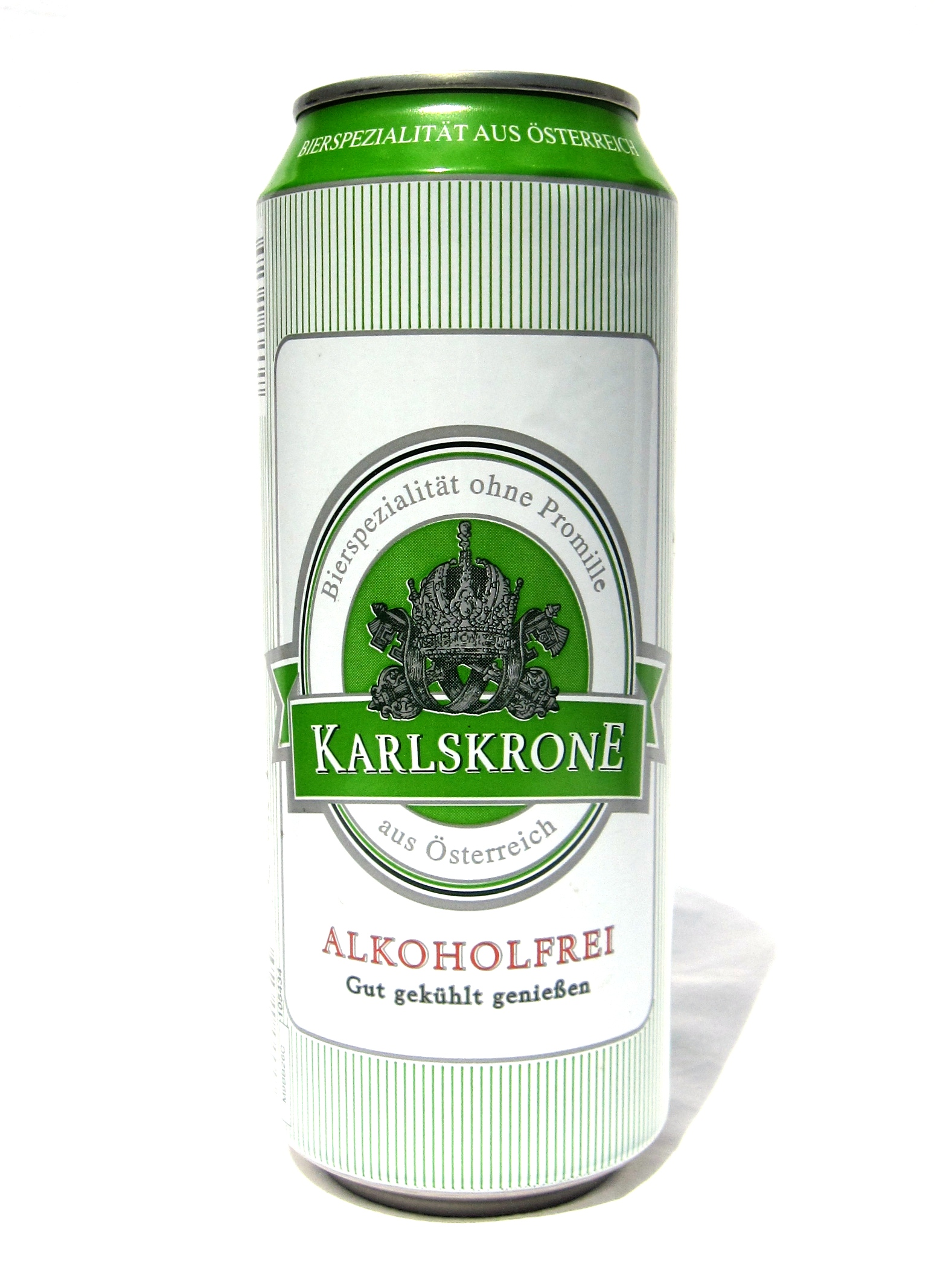
Karlskrone-Bier

Karlskrone ist die eingetragene Handelsmarke des Discounterkonzerns Aldi Süd und der zum Konzern gehörenden Discounterketten Hofer (Österreich) und Aldi Suisse (Schweiz), dessen Sorten von verschiedenen Brauereien produziert und abgefüllt werden.

## Geschichte
Früher wurden Biere von Aldi Nord unter dem Namen Karlsquell vertrieben, worauf die Marke Karlskrone zurückzuführen ist. Aldi Nord verkaufte auch Bierprodukte unter der Handelsmarke Maternus, später unter Karlskrone. Im Jahr 2007 wurden nur noch wenige Produkte (zum Beispiel Malzbier und der Saisonartikel Radler) unter dem Namen Karlsquell angeboten.
Für Deutschland wurde vor allem in der Brauerei Martens in Bocholt in Belgien gebraut. Ausnahmen waren unter anderem Aktionsartikel (5-Liter-Partyfass zur Fußball-Weltmeisterschaft 2006 und zur Fußball-Europameisterschaft 2008) und Saisonartikel (Biermischgetränke). Biermischgetränke werden von der Brauerei Braunschweig gebraut, die zur Oettinger-Brauerei gehört. Seit Mai 2010 wird alkoholfreies Weißbier hergestellt.
Bierprodukte in Österreich werden in der Discountermarke Hofer zum Großteil durch die Privatbrauerei Egger für die Tigast Handelsgesellschaft mbH produziert beziehungsweise von der Brauerei Schloss Eggenberg für das Unternehmen „S. Spitz GesmbH“, Linz, abgefüllt.

## Produkte

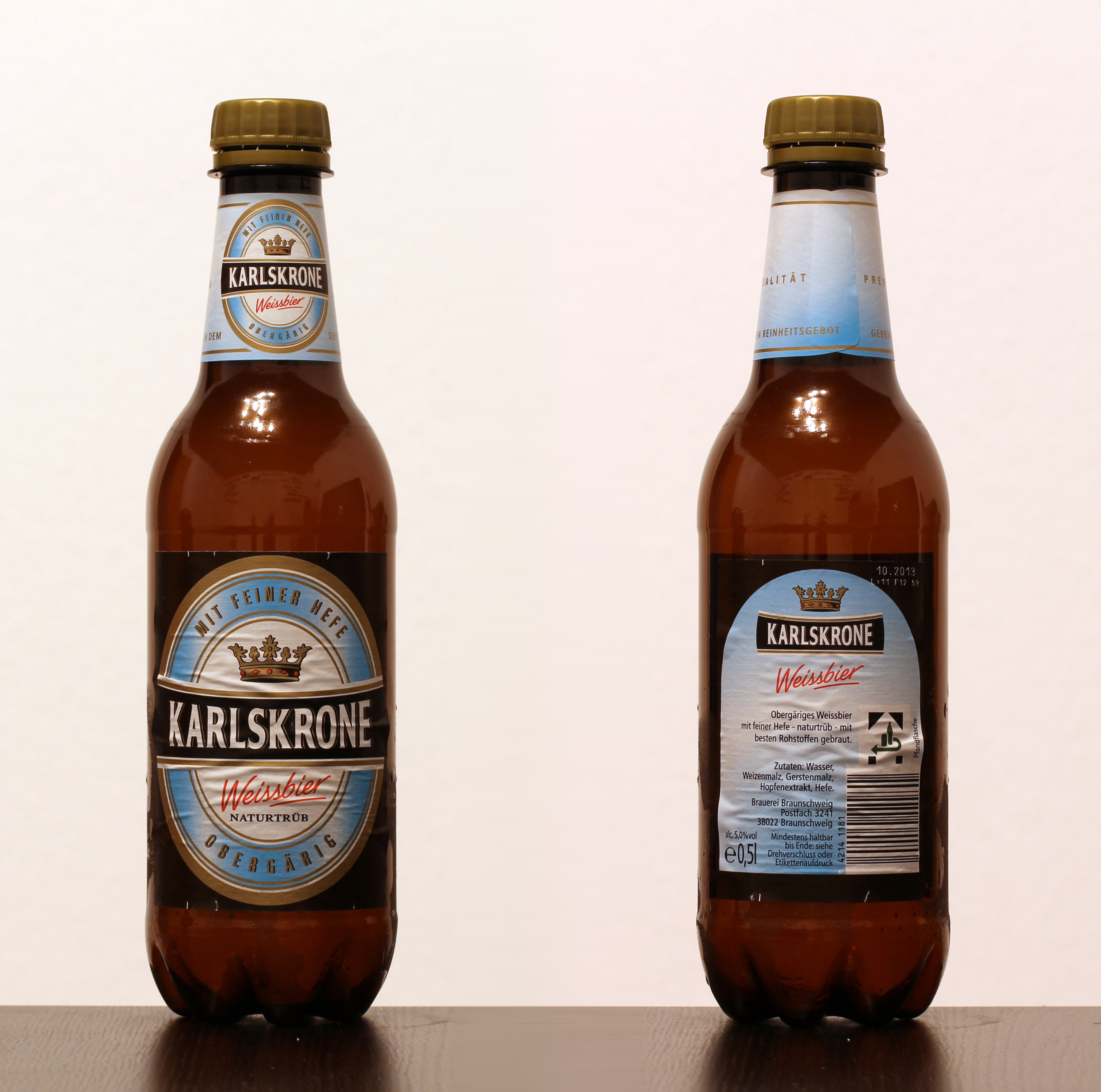
Karlskrone-Weißbier

Karlskrone-Sorten der Discountermarke Aldi Süd, Deutschland:
| Name                   | Sorte                                     | Vol.     | EAN               | Hersteller                                               | Herkunft                                   |
| ---------------------- | ----------------------------------------- | -------- | ----------------- | -------------------------------------------------------- | ------------------------------------------ |
| Premium Pilsener       | Pilsner Bier                              | 4,9 %    | 42141273 42289623 | Frankfurter Brauhaus Brauerei Martens Brauerei Oettinger | Frankfurt (Oder), Bocholt, Mönchengladbach |
| Gold                   | Pilsner Bier                              | 4,9 %    | 42141174          | Frankfurter Brauhaus                                     | Frankfurt (Oder)                           |
| Altbier                | Altbier                                   | 4,9 %    | 42141129          | Brauerei Martens                                         | Bocholt                                    |
| Weißbier               | Weißbier, hell                            | 5,0 %    | 42141181          | Frankfurter Brauhaus                                     | Frankfurt (Oder)                           |
| Alkoholfreies Weißbier | Weißbier, alkoholfrei                     | –        | 42212546          | Brauerei Braunschweig                                    | Braunschweig                               |
| Weißbier Grapefruit    | Weißbier, hell & Grapefruit               | –        | 42180654          | Brauerei Braunschweig                                    | Braunschweig                               |
| Radler                 | Radler                                    | 2,5 %    | 42141136          | Frankfurter Brauhaus                                     | Frankfurt (Oder)                           |
| Radler naturtrüb       | Radler                                    | 2,5 %    | 40885032          | Mönchengladbach, Deutschland                             | Mönchengladbach                            |
| Lemon & Beer           | Bier-Limetten-Mix                         | 2,5 %    | 42143512          | Brauerei Braunschweig                                    | Braunschweig                               |
| Bier & Co.             | Bier-Cola-Mix                             | 2,5 %    |                   | Altmühltaler Getränke                                    | Treuchtlingen                              |
| Malztrunk              | kein Bier                                 | –        | 42142256          | Brauerei Braunschweig                                    | Braunschweig                               |
| FASSBrause alkoholfrei | Mischgetränk mit alkoholfreiem Schankbier | < 0,20 % | 42274278          | Frankfurter Brauhaus, Brauerei Braunschweig              | Frankfurt (Oder), Braunschweig             |

Karlskrone-Sorten der Discountermarke Hofer, Österreich:
| Name        | Sorte                   | Vol.  | EAN | Hersteller                              | Herkunft   |
| ----------- | ----------------------- | ----- | --- | --------------------------------------- | ---------- |
| Alkoholfrei | Schankbier, alkoholfrei | 0,0 % |     | Privatbrauerei Fritz Egger GmbH & Co KG | St. Pölten |
| Märzen      | Märzen                  | 5,2 % |     | Privatbrauerei Fritz Egger GmbH & Co KG | St. Pölten |
| Radler      | Radler                  | 2,0 % |     | Privatbrauerei Fritz Egger GmbH & Co KG | St. Pölten |
| Schankbier  | Schankbier              | 4,2 % |     | Privatbrauerei Fritz Egger GmbH & Co KG | St. Pölten |

Karlskrone-Sorten der Discountermarke Aldi Suisse, Schweiz:
| Name                   | Sorte                          | Vol.    | EAN           | Hersteller               | Herkunft         |
| ---------------------- | ------------------------------ | ------- | ------------- | ------------------------ | ---------------- |
| Lager (Dose)           | Lager                          | 4,9 %   | 4099200048161 | Brasserie Champigneulles | Champigneulles   |
| Lager (Plastikflasche) | Lager                          | 4,9 %   | 4099200408989 | Frankfurter Brauhaus     | Frankfurt (Oder) |
| Leichtbier (Dose)      | Leichtbier                     | 3,0 %   | 4061461542900 | Tigast                   | Unterradlberg    |
| Alkoholfrei (Dose)     | Schankbier, alkoholfrei        | < 0,5 % | 28002123      | Feldschlößchen AG        | Dresden          |
| Weissbier (Dose)       | Weissbier, hell                | 5,0 %   | 4099200048185 | Feldschlößchen AG        | Dresden          |
| Lemon (Flasche)        | Panaché mit Zitronenlimonade   | 2,2 %   |               | Tigast                   | Unterradlberg    |
| Grapefruit (Flasche)   | Panaché mit Grapefruitlimonade | 2,5 %   |               | Tigast                   | Unterradlberg    |

Darüber hinaus sind bei Aldi Suisse auf den Schweizer Markt ausgerichtete Bier-Eigenmarken wie St. Gotthard Lager (hergestellt von Ramseier Suisse) erhältlich.